# C/1743 X1
C/1743 X1 (неофициальное название Коме́та Шезо́, фр. Comète de Chéseaux) — эффектная и яркая комета, которая наблюдалась в 1743 и 1744 годах. Была открыта Яном де Мунком 29 ноября 1743 года в Мидделбурге, была замечена независимо 9 декабря Дирком Клинкенбергом в Харлеме и 13 декабря Жаном-Филиппом де Шезо в Лозанне. Комета была видна невооружённым глазом в течение нескольких месяцев в 1744 году. Абсолютная звёздная величина составляла +0,5, что ставит её на шестое место среди комет по этому показателю. Видимая звёздная величина, вероятно, достигала −7.
Среди тех, кто видел комету, был тринадцатилетний Шарль Месье, на которого она оказала глубокое и вдохновляющее влияние. Он стал значимой фигурой в астрономии и обнаружил много комет во время своих наблюдений. Другим известным наблюдателем кометы был младенец Гаврила Державин; глядя на неё, он произнёс своё первое слово: «Бог».